# 리상근
리상근(? - )은 조선민주주의인민공화국의 정치인이다. 조선로동당 중앙위원회 후보위원 겸 최고인민회의 제12기 대의원이다.

## 경력
1999년 함경북도 검찰소장을 거쳐,  2010년 9월에 조선로동당 중앙위원회 후보위원에 선임되었다.

## 최고인민회의 대의원
2009년 4월 최고인민회의 제12기 대의원으로 선출되었다.

## 기타
2011년 12월 김정일 사망 당시에 국가 장의위원회 위원을 맡았다.